# Катерина Болгарська
Катерина Болгарська (*Екатерина Българска, 1005/1010 —після 1063) — візантійська імператриця.

## Життєпис
Походила з династії Комітопулів. Донька Івана Владислава, царя Болгарії, та Марії (за деякий відомостями мала родинний зв'язок з чеською династією Пржемисловичів). Народилася між 1005 та 1010 роками. У 1018 році після підкорення Болгарії візантійцями опинилася у Константинополі.
В середині 1020-х років вийшла заміж за представника місцевої знаті з феми Македонія — Ісаака Комніна. У 1029 році брат Катерини — Пресіан — і мати Марія брали участь у змові проти імператора Романа III. Змову було розкрито: Пресіана засліплено, а Марію разом з Катериною і її чоловіком заслано до фему Букеларії. У 1057 році чоловік Катерини зумів стати імператором. Вона ж отримала титул Августи. Ймовірно мала певний вплив на чоловіка, а саме призначення на посади своїх родичів.
У 1059 році після хвороби імператор Ісаак I зрікся трону на користь Костянтина Дуки. Катерина зберегла свій статус при дворі. Проте у 1061 році сама пішла до монастиря Мірелайон, де стала черницею під ім'ям Ксенія (за іншими відомостями — Олена). Остання згадка про неї відноситься до 1063 року. Дата смерті невідома.

## Родина
Чоловік — Ісаак I Комнін, візантійський імператор
Діти:
- Мануїл (1030—1042/1057)
- Марія (1034—д/н)